# Oeverpolder
De Oeverpolder is een voormalig waterschap in de provincie Groningen.
De polder lag ten noordwesten van het Zuidlaardermeer, tussen de Hunze (hier het Drentsche Diep genoemd) en de kade die op zo'n 600 m westelijk van de rivier ligt. De molen van de polder werd in 1891 gebouwd aan het meer, aan het einde van de Osdijk. Na de bouw van een stoomgemaal in de Oostpolder te Noordlaren in 1913 werd deze molen afgebroken: ofwel in 1916 of iets later. De polder had vanwege de lage ligging in de winter vaak te kampen met wateroverlast. In 1932 werd daarom een dijk langs het Zuidlaardermeer gelegd door werklozen in het kader van de werkverschaffing. In 1938 werden plannen gemaakt om de polder bij de Oostpolder te Noordlaren te trekken, hetgeen in 1943 werd gerealiseerd. Beide polders kwamen later in handen van Stichting Het Groninger Landschap. 
Waterstaatkundig gezien ligt het gebied sinds 2000 binnen dat van het waterschap Hunze en Aa's.